# LilyPond
 (novembre 2024).
Pour l’article homonyme, voir Lily Pond.
LilyPond est un logiciel libre de notation musicale créé en 1996 par Han-Wen Nienhuys et Jan Nieuwenhuizen alors qu'ils étaient encore lycéens à Eindhoven (Pays-Bas). Développé par une communauté internationale dans le cadre du projet GNU, ce logiciel offre un langage de description de la musique, qu'il compile ensuite sous forme de partition écrite. Selon ses auteurs, cette approche classique permet ainsi de libérer les musiciens de toute préoccupation typographique pour offrir un rendu de haute qualité esthétique.

## Justification
Son nom signifie « mare aux nénuphars » en langue anglaise ; c'est un jeu de mots faisant allusion à un autre logiciel libre d'édition musicale, Rosegarden.
Selon les développeurs de LilyPond, la qualité de l'édition musicale souffre au XXIe siècle d'une méconnaissance des principes et du savoir-faire des graveurs de musique des XIXe et XXe siècles, qu'ils considèrent comme à l'apogée de cet art[réf. nécessaire]. Le musicien, normalement ignorant des règles typographiques, ne peut que s'improviser graveur, le résultat sur un éditeur WYSIWYG dépend alors du jugement d'un non-typographe. Les partitions-modèles ont été analysées, une fonte appelée feta développée pour LilyPond ainsi que des algorithmes de placement des glyphes selon l'art des graveurs. LilyPond automatise donc le processus de « mise en scène » des glyphes et ne requiert du musicien-opérateur que de gérer la partie musicale du travail de notation, et occasionnellement de corriger certaines décisions graphiques du logiciel (essentiellement en cas de chevauchement).

## Principe d'utilisation

### Écriture d'un fichier texte
S'il utilise seulement LilyPond, le musicien décrit son intention musicale (il enregistre notes, signes d'articulation et dynamiques, etc.) dans un fichier textuel. Par exemple, l'utilisateur peut écrire dans un éditeur de texte :
{ c d e f g } ou bien { do ré mi fa sol }
puis sauver le fichier en ajoutant l'extension « .ly ».

### Phase de compilation
L'utilisateur donne ensuite à LilyPond l'ordre de compiler ce fichier texte. Pour cela, l'utilisateur lance ensuite la compilation du code avec la commande :
lilypond musique.ly
Dans certains environnements, il peut aussi glisser l'icône du fichier .ly sur celle de LilyPond, pour obtenir le même résultat.
Le logiciel réalise alors la mise en forme, et prend les décisions typographiques.

### Résultat
Le résultat est, par défaut, une partition au format PDF, ainsi qu'un fichier sonore au format MIDI. LilyPond lit alors le fichier musique.ly et crée le document musique.pdf dont l'illustration est ci-dessous.
Un certain nombre de séquenceurs génèrent des fichiers LilyPond, permettant d'écrire tout d'abord la musique sur une portée, tablature, etc.

## Description du langage

### Concepts de base
Les notes sont définies par les lettres de a à g (notation néerlandaise) qui correspondent aux notes de la à sol. Une commande spéciale permet aussi de déclarer les notes dans d'autres langues, notamment en notation française.
Il suffit de déclarer la succession de notes et LilyPond réalise automatiquement un certain nombre de tâches : position sur la portée (par défaut en clé de sol) ; ajout des barres de mesure (par défaut à 4 temps) ; espacement des notes ; orientation des hampes de note ; groupement des notes avec les ligatures adaptées.
Chaque note peut être suivie de :
- une apostrophe « ' » pour monter d'une octave ou une virgule « , » pour descendre d'une octave :

| Code (notation anglo-saxonne) | Code (notation latine) | Résultat |
| ----------------------------- | ---------------------- | -------- |
| c                             | do                     | c        |
| c'                            | do'                    | c'       |
| c''                           | do''                   | c''      |

- is (dièse) ou es (bémol) pour ajouter une altération, respectivement d ou b avec la notation française :

| Code (notation anglo-saxonne) | Code (notation latine) | Résultat |
| ----------------------------- | ---------------------- | -------- |
| d'                            | re'                    | d'       |
| dis'                          | red'                   | dis'     |
| des'                          | reb'                   | des'     |

- un nombre pour indiquer sa durée et éventuellement un point pour ajouter une demi durée. Si la note suivante a la même durée, il n'y a pas besoin de préciser à nouveau sa durée. Les silences sont définis de la même façon avec la lettre r.

| Code (notation anglo-saxonne) | Code (notation latine) | Résultat           |
| ----------------------------- | ---------------------- | ------------------ |
| { e'1 e'1. r2 }               | { mi'1 mi'1. r2 }      | { e'1 e'1. r2 }    |
| { e'2 e'2. r4 }               | { mi'2 mi'2. r4 }      | { e'2 e'2. r4 }    |
| { e'4 e'4. r8 }               | { mi'4 mi'4. r8 }      | { e'4 e'4. r8 }    |
| { e'8 e'8. r16 }              | { mi'8 mi'8. r16 }     | { e'8 e'8. r16 }   |
| { e'16 e'16. r32 }            | { mi'16 mi'16. r32 }   | { e'16 e'16. r32 } |

Exemple qui résume ces différents points et met en évidence les automatismes de LilyPond :
| Code (notation anglo-saxonne)                | Code (notation latine)                               | Résultat                                     |
| -------------------------------------------- | ---------------------------------------------------- | -------------------------------------------- |
| { bes'8 bes' a' g'16 f' f' d'8. c'4 f'2 r2 } | { sib'8 sib' la' sol'16 fa' fa' re'8. do'4 fa'2 r2 } | { bes'8 bes' a' g'16 f' f' d'8. c'4 f'2 r2 } |

### Fonctions diverses
Un certain nombre de modules (ordres) permettent de structurer le fichier .ly, dont voici quelques exemples :
- fonction relative : chaque nouvelle note est lue par rapport à la précédente et positionnée au plus près de la précédente (dans l'exemple précédent, on obtiendrait un tétracorde ascendant) et évite ainsi les numéros d'octave ;
- définition de motifs : entouré de motif = { a b c d } (ou tout autre nom), le premier exemple peut être utilisé autant de fois que souhaité. Par exemple :

```
\relative c' { d e f g \motif e, f g \motif e f, g \motif e f }
```

(les virgules ordonnent de mettre cette note une octave plus bas que ne le ferait sinon le programme dans le contexte \relative) et donnerait trois gammes suivies ;
- les transpositions peuvent être intégrées à souhait, par exemple :

```
\relative c' { \transpose a d' { \motif } \motif }
```

qui donne :
- les fonctions de commentaires permettent d'écrire des remarques (numéros de mesure, aide-mémoire, etc.) invisibles pour le programme, par exemple :

% Ceci est un commentaire 

\relative c' { c8 d e f g a b c }
qui donne :
- LilyPond ne prend pas non plus en compte les retours de chariot, tabulateurs et certains signes réservés, ce qui permet de structurer le fichier de manière visuelle.

## Avantages
Les avantages de ce logiciel sont :
- la capacité de réaliser des partitions d'aspect professionnel sans intervenir dans la mise en forme ;
- la diversité des genres de partitions possibles (chant grégorien, chef d'orchestre, musique contemporaine, etc.) ;
- le faible espace occupé par le texte permettant d'engendrer les sorties ;
- la facilité pour communiquer les données qui peuvent être traitées par un éditeur de texte ;
- la disponibilité (MS Windows, Mac OS, GNU/Linux, FreeBSD et code) ;
- la capacité à concevoir et organiser la musique à un haut niveau d'abstraction, en définissant des thèmes ou motifs plutôt que de ne la voir que comme une succession de notes.
- la possibilité de réaliser des partitions hiérarchisées, comprenant les pages de titre, la table des matières, la liste d'orchestration, des pages de commentaires, l'insertion de texte dans les partitions, etc.

Les auteurs du logiciel ont beaucoup travaillé sur l'aspect graphique des notes et des signes musicaux en se basant sur des éditions du XIXe siècle. Ils parlent de LilyPond comme logiciel de gravure de musique, en références aux techniques anciennes d'édition.

## Inconvénients
Les inconvénients possibles pour l'utilisateur novice sont :
| inconvénient | solution |
| --- | --- |
| une phase d'apprentissage qui peut être assez longue, par la logique différente de celle des éditeurs WYSIWYG                               | un apprentissage rudimentaire permet de dessiner 90 % des partitions courantes. Ce problème est résolu grâce à l'utilisation d'une interface graphique qui utilise LilyPond, tels Frescobaldi ou Denemo, Rosegarden, etc. |
| dans certaines partitions denses, l'automatisation de la mise en page réclame une mise au point, essentiellement pour éviter des collisions | lire la documentation |
| la syntaxe devient assez compliquée pour l'utilisation des fonctions avancées                                                               | les cas plus complexes sont appris au fur et à mesure des nécessités. Un logiciel non-libre a contrario enferme dans les seules possibilités des menus.                                                                   |
| la relative pauvreté du mécanisme générant des fichiers MIDI à des fins d'écoute                                                            | compensée par un séquenceur (ceci n’a rien de spécifique à LilyPond) |

### Différence entre Logiciels Libres et Commerciaux
Dans le cadre des logiciels libres comme LilyPond, la philosophie de développement diffère généralement de celle des logiciels commerciaux. L’objectif principal est de concevoir un outil spécialisé, dédié à exceller dans une tâche précise, plutôt que d’être polyvalent ou multi-fonctions.
Ainsi, le fichier MIDI généré par LilyPond est conçu comme un outil de vérification, permettant de s’assurer qu’il n’y a pas d’erreurs de transcription musicale. Il n’a pas vocation à être utilisé comme produit final ou à d’autres fins. Pour ces besoins spécifiques, des logiciels spécialisés existent, tels que Rosegarden, qui offrent une compatibilité avec LilyPond et des fonctionnalités avancées pour le traitement de fichiers MIDI.

### Syntaxe et Complexité pour les Utilisateurs Avancés
Pour les utilisateurs expérimentés, les fonctions avancées de personnalisation, comme l’ajustement manuel des décisions typographiques (tweaking), peuvent présenter une certaine complexité. Cette complexité est le prix à payer pour la flexibilité et la puissance offertes par LilyPond dans la gestion des notations musicales.
Cependant, pour accompagner les utilisateurs, les manuels et modes d’emploi de LilyPond proposent :
- Bibliothèque de Modules : Une vaste collection de modules prêts à l’emploi qui peuvent être copiés, adaptés et utilisés directement dans vos projets.
- Documentation Complète : Une ressource riche pour comprendre les subtilités de la syntaxe et des réglages avancés.

Ces outils permettent de réduire la courbe d’apprentissage tout en maximisant l’efficacité et la qualité des résultats pour les utilisateurs prêts à investir du temps dans la maîtrise du logiciel.

## Interaction avec logiciels de typographie
Le programme lilypond-book permet de construire des documents LaTeX élaborés, contenant des fragments de musique de longueur variable (une note ou tout un mouvement) mélangés dans du texte et tout autres symboles qu'offre par ailleurs LaTeX.
On peut aussi lancer LilyPond avec le paramètre --tex ce qui génère du code TeX qui peut ensuite être intégré dans un autre fichier.
Un plugin OOoLiLyPond existe pour LibreOffice et OpenOffice, qui permet d'intégrer des fragments de partition dans le texte. Scribus inclut un plugin équivalent, de même qu'un plugin gregorio plus spécialisé pour le chant grégorien.

## Choix d'un éditeur et génération d'un fichier
En principe, n'importe quel éditeur permet de générer et éditer un ficher ly. Mais dans la pratique, on recherche une aisance de manipulation de données (vérification syntaxique, macros ou fonction préprogrammées, permettant entre autres la création de la structure générale du « fichier .ly », l'introduction des titres, sous-titres, auteur, instruments, etc.). Certains éditeurs viennent avec un module destiné au travail avec LilyPond comme emacs, Vim et surtout jEdit, très pratique pour les débutants, très performant pour les plus avancés, disponible sous GNU GPL et multi-plateforme.
Certains éditeurs de texte offrent la possibilité de colorer les commandes (coloration syntaxique) et de signaler les fautes (commandes non achevées par exemple).
jEdit possède ainsi un plugin (greffon) extrêmement puissant qui permet de lancer la compilation du fichier LilyPond, permet la visualisation du fichier PDF, la modification (limitée) de ce fichier par point-and-click, la recherche dans le fichier source de la ligne de code générant un glyphe donné, etc. Ce plugin n'est plus maintenu depuis janvier 2010. 

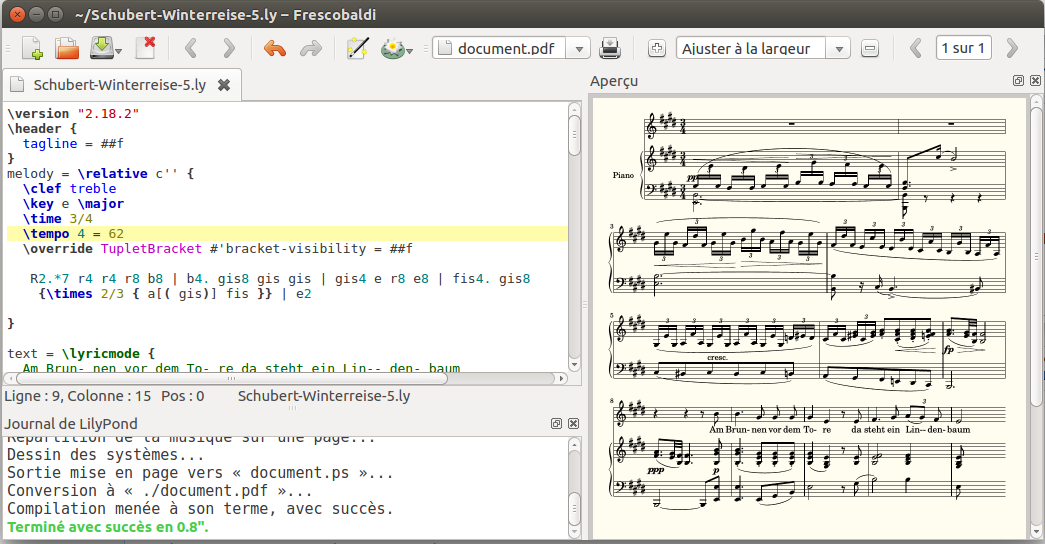
L'interface de travail de Frescobaldi, qui utilise LilyPond. À droite la partition compilée ; à gauche l'onglet du script.

Un éditeur, Frescobaldi, est entièrement consacré à LilyPond. Il permet l'édition de texte avec saisie automatique des mots-clés, mais possède également une fenêtre de visualisation, avec correspondance du texte source vers la visualisation et réciproquement. À l'opposé, Frescobaldi représente une aide efficace et indispensable pour les grands projets (œuvres symphoniques, nécessitant l'utilisation de plusieurs dizaines de fichiers différents). La dernière version de Frescobaldi permet même une génération de la partition en temps réel, fonctionnelle pour les petits projets.